# Zedelgem
Zedelgem es un municipio de Bélgica situado en la provincia de Flandes Occidental. Tiene una población estimada, a inicios de 2022, de 23 157 habitantes.

## Geografía
La extensión del término es de 61 km². Tiene una densidad de población de 381.8 habitantes por km².

### Submunicipios
Los submunicipios de Zedelgem (municipios independientes hasta 1977) son
| - Zedelgem - Aartrijke - Loppem - Veldegem |

## Demografía

### Evolución
El siguiente gráfico refleja la evolución demográfica de Zedelgem, incluyendo los municipios después de efectuada la fusión el 1 de enero de 1977.
| Gráfica de evolución demográfica de Zedelgem entre 1846 y 2022 |
|                                                                |